# Hercostomus medivalvis
Hercostomus medivalvis är en tvåvingeart som beskrevs av Yang 2001. Hercostomus medivalvis ingår i släktet Hercostomus och familjen styltflugor. Inga underarter finns listade i Catalogue of Life.